# Cormac McCarthy
Pour les articles homonymes, voir McCarthy.
Cormac McCarthy, né Charles Joseph McCarthy le 20 juillet 1933 à Providence dans le Rhode Island et mort le 13 juin 2023 à Santa Fe au Nouveau-Mexique, est un écrivain américain. Auteur de dix romans, dont une trilogie, il travaillait occasionnellement comme scénariste pour le cinéma et la télévision.
Il connaît un large succès avec De si jolis chevaux (1992), pour lequel il reçoit le National Book Award et le National Book Critics Circle Award. En 2007, son roman post-apocalyptique La Route est récompensé par le prix Pulitzer de la fiction et le prix James Tait Black pour la fiction. Plusieurs ouvrages de McCarthy ont été adaptés au cinéma.

## Biographie

### Jeunesse et formation
Charles McCarthy naît le 20 juillet 1933 à Providence dans le Rhode Island, de Charles Joseph McCarthy et Gladys Christina McGrail. Il est le troisième d'une fratrie de six enfants. Son prénom est changé par la suite en Cormac. En 1934, son père, juriste, part travailler à Knoxville pour la Tennessee Valley Authority, entreprise chargée de la gestion et du développement économique de la vallée du Tennessee. La famille l'y rejoint en 1937. Cormac est scolarisé à la Catholic High School de Knoxville jusqu'en 1950. En 1951 et 1952, il étudie à l'université du Tennessee.
En 1953, il s'engage dans l'armée de l'air américaine. Il y passe quatre ans, dont deux en Alaska, où il anime une émission de radio. En 1957, il reprend ses études à l'université du Tennessee. Il les interrompt définitivement en 1959. En 1960, il part pour Chicago. Il y travaille — sans doute comme mécanicien automobile —, tout en écrivant son premier roman, Le Gardien du verger (The Orchard Keeper). En 1961, il épouse Lee Holleman, qu'il a connue à l'université. Ils s'installent dans une cabane sans chauffage ni eau courante, sur les contreforts des monts Great Smoky, près de Knoxville. En 1962, le couple a un fils, Cullen. Lee doit se charger de l'enfant et des soins domestiques. Cormac lui demande de prendre en plus un travail, pour qu'il puisse se consacrer pleinement à son roman. Consternée par une telle proposition, Lee part et demande le divorce.

### Quatre romans Southern Gothic
À l'été 1965, McCarthy s'embarque pour l'Irlande. Sur le bateau, il fait la connaissance de la chanteuse et danseuse anglaise Anne DeLisle. Le Gardien du verger paraît peu après. C'est le premier de quatre romans Southern Gothic. En 1966, en Angleterre, McCarthy épouse Anne DeLisle. La même année, grâce au soutien financier de la Fondation Rockefeller, le couple pratique un traditionnel Grand Tour en voyageant en Angleterre, en France, en Suisse, en Italie, en Espagne. Il séjourne quelque temps à Ibiza, où McCarthy met la dernière main à son deuxième roman, L'Obscurité du dehors (Outer Dark) puis rentre aux États-Unis en 1967. L'Obscurité du dehors est publié en 1968.
En 1969, Cormac McCarthy et sa femme s'installent près de Louisville, dans le Tennessee. Cormac McCarthy y écrit Un enfant de dieu (Child of God), son troisième roman, publié en 1973. Il est considéré par Jamie Kornegay comme un des dix meilleurs livres de Southern Gothic. Cormac McCarthy et Anne DeLisle se séparent en 1976, sans avoir eu d'enfant, mais ne divorceront que quelques années plus tard. L'écrivain s'établit à El Paso, au Texas. En 1979, son quatrième roman, Suttree, sur lequel il travaille depuis près de vingt ans, est enfin publié.

### Du Southern Gothic au roman western
C'est au Texas que Cormac McCarthy passe de la veine Southern Gothic à celle du roman western (en). Méridien de sang (Blood Meridian), paraît en 1985. Certains critiques y voient aujourd'hui le meilleur roman de l'auteur. L'année suivante, il s'installe à Tesuque, au nord de Santa Fe, au Nouveau-Mexique.

### Succès
En 1992, Cormac McCarthy publie son sixième roman, De si jolis chevaux (All the Pretty Horses), premier volume de « La Trilogie des confins » (The Border Trilogy). Ce livre lui vaut une plus large reconnaissance : porté par d'excellentes critiques, auréolé du National Book Award et du National Book Critics Circle Award, il se vend à 190 000 exemplaires en six mois.
En 1994, il retravaille et publie The Stonemason, une tragédie qu'il avait écrite au milieu des années 1970. La même année, il publie son septième roman, Le Grand Passage (The Crossing), deuxième volume de sa trilogie. En 1998, il épouse en troisièmes noces Jennifer Winkley. La même année, il publie son huitième roman, Des villes dans la plaine (Cities of the Plain), dernier volume de sa trilogie. Les critiques l'accueillent moins bien que les deux premiers. En 1999, les McCarthy ont un fils, John Francis,,.
En 2005, l'auteur publie son neuvième roman, Non, ce pays n'est pas pour le vieil homme (No Country for Old Men), « sanglant western moderne ». En 2006 il renoue avec le Southern Gothic dans son roman post-apocalyptique La Route (The Road),. La pièce de théâtre The Sunset Limited est représentée en mai, puis publiée. Les McCarthy divorcent. En 2007, La Route reçoit le prix Pulitzer de la fiction et, à Édimbourg, le prix James Tait Black. Cormac McCarthy vit dans une relative discrétion. Il n'a donné jusqu'ici qu'une seule interview importante (au New York Times, en 1992). Le 5 juin 2007, il accorde sa première interview télévisée, dans l'émission de la journaliste Oprah Winfrey. Il raconte comment l'idée de La Route lui est venue, quelques années plus tôt, auprès de son tout jeune fils endormi. Non, ce pays n'est pas pour le vieil homme est porté à l'écran par les frères Coen. Le film No Country for Old Men, grand succès public et critique de 2007, est récompensé de quatre Oscars en 2008. En 2009, La Route reçoit le prix des libraires du Québec.

### Scénariste
En 2013, à 80 ans, Cormac McCarthy écrit son premier scénario original pour le cinéma, celui du thriller Cartel (The Counselor) réalisé par Ridley Scott. L'accueil n'est guère favorable. Les critiques dénoncent notamment le travail d'un McCarthy « marionnettiste maladroit », ayant recours à des techniques de drame et de suspense proprement romanesques, n'ayant rien compris à la manière de maintenir l'intérêt d'un spectateur : le scénario est jugé d'une « complexité souvent inutile », les personnages « clichés et mal caractérisés » et les dialogues « énigmatiques » ou « baroques et impénétrables ».

## Œuvres

### Romans
- Le Gardien du verger, Robert Laffont, 1968 ((en) The Orchard Keeper, 1965)PEN/Faulkner Award
- L'Obscurité du dehors, Actes Sud, 1991 ((en) Outer Dark, 1968)
- Un enfant de dieu, Actes Sud, 1992 ((en) Child of God, 1973)
- Suttree, Actes Sud, 1994 ((en) Suttree, 1979)
- Méridien de sang, Gallimard, 1988 ((en) Blood Meridian, or the Evening Redness in the West, 1985)
- La Trilogie des confins
  - De si jolis chevaux, Actes Sud, 1993 ((en) All the Pretty Horses, 1992)National Book Award 1992 et National Book Critics Circle Award 1992
  - Le Grand Passage, L'Olivier, 1997 ((en) The Crossing, 1994)
  - Des villes dans la plaine, L'Olivier, 1999 ((en) Cities of the Plain, 1998)
- Non, ce pays n'est pas pour le vieil homme, L'Olivier, 2007 ((en) No Country for Old Men, 2005)
- La Route, L'Olivier, 2008 ((en) The Road, 2006)Prix James Tait Black 2007, prix Pulitzer de la fiction 2007 et prix des libraires du Québec 2009
- Le Passager, L'Olivier, 2023 ((en) The Passenger, 2022)  (ISBN 978-2-8236-1967-6)
- Stella Maris, L'Olivier, 2023 ((en) Stella Maris, 2022)  (ISBN 978-2-8236-1971-3), 540 p.

### Scénarios
- 1977 : Visions, saison 1, épisode 12 The Gardener's Son
- 2011 : The Sunset Limited (téléfilm) de Tommy Lee Jones
- 2013 : Cartel (The Counselor) de Ridley Scott

### Théâtre
- 1995 : The Stonemason
- 2006 : The Sunset Limited

## Adaptations (cinéma, télévision)
- 2000 : De si jolis chevaux (All the Pretty Horses) de Billy Bob Thornton
- 2007 : No Country for Old Men (Non, ce pays n'est pas pour le vieil homme) de Joel et Ethan Coen
- 2009 : La Route (The Road) de John Hillcoat
- 2009 : Outer Dark (court métrage) de Stephen Imwalle[24]
- 2011 : The Sunset Limited (téléfilm) de Tommy Lee Jones
- 2013 : Child of God de James Franco

### Critiques de livres
- Juan Asensio, « Cormac McCarthy, dans la zone »